# Qianhong Gotsch
Qianhong „Hongi“ Gotsch (Qianhong He) (* 7. September 1968 in Tianjin) ist eine chinesisch-deutsche Tischtennisspielerin. Sie wurde im Jahr 2000 Europameisterin.

## Karriere in China
Qianhong He wuchs in China auf. Mit 8 Jahren erlernte sie das Tischtennisspiel. 1985 und 1986 wurde sie Jugendmeisterin von China im Einzel. 1986 gewann sie zudem die Damenmeisterschaft im Einzel. 1987 wurde sie in Sofia Studenten-Weltmeisterin. Für China absolvierte sie drei Länderspiele, überwarf sich jedoch mit den verantwortlichen Trainern und wurde nicht mehr im Nationalkader berücksichtigt. Nach einer zweijährigen Pause vom Tischtennis übersiedelte sie 1991 nach Deutschland, wo sie mit ihrem damaligen Ehemann Li Shusen, einem früheren Nationaltrainer von China, in Offenburg lebte.

## Karriere in Deutschland
1991 schloss sie sich dem Verein SV Böblingen an, mit dem sie in der Bundesliga spielte. 1996 heiratete sie Ingo Gotsch und trat seitdem unter dem Namen Qianhong Gotsch auf. Im April 1998 erhielt sie die deutsche Staatsbürgerschaft. Seit 1999 war sie Mitglied der deutschen Nationalmannschaft. Ihr erstes Länderspiel bestritt sie am 13. Januar 1999 im Europaligaspiel gegen Russland, in dem sie beide Einzel gewann.
1999 siegte sie im deutschen und im europäischen Ranglistenturnier. Ihr erfolgreichstes Jahr hatte sie 2000. In diesem Jahr gewann sie erneut das Europe TOP-12 und wurde Deutsche Meisterin im Einzel. Ihren größten Erfolg feierte sie mit dem Einzel-Gold und Team-Silber bei den Europameisterschaften 2000. Bei den Olympischen Spielen 2000 in Sydney schied Gotsch im Viertelfinale aus. Ende 2000 beendete Gotsch ihre internationale Karriere.
2017 spielte Gotsch in der Bundesliga für die SV Böblingen und war in der Vorrunde 2007/2008 die beste Spielerin Deutschlands mit einer makellosen 15:0-Bilanz. Zuvor spielte sie von 1998 bis 2003 für den TSV Betzingen.
Gotsch ist Abwehrspielerin mit der Fähigkeit, auch mit Angriffsspiel zu kontern.

## Ehrungen
1999 und 2000 war Gotsch Spielerin des Jahres im DTTB.

## Privat
Gotsch ist verheiratet und hat zwei Kinder. Seit 2014 ist sie für die CDU gewählte Gemeinderätin in ihrem Wohnort Gärtringen.

## Turnierergebnisse
| Verband | Veranstaltung         | Jahr | Ort            | Land | Einzel        | Doppel        | Mixed     | Team |
| ------- | --------------------- | ---- | -------------- | ---- | ------------- | ------------- | --------- | ---- |
| GER     | Europameisterschaft   | 2000 | Bremen         | GER  | Gold          |               |           | 2    |
| GER     | EURO-TOP12            | 2000 | Alassio        | ITA  | 1             |               |           |      |
| GER     | EURO-TOP12            | 1999 | Split          | HRV  | 1             |               |           |      |
| GER     | Olympische Spiele     | 2000 | Sydney         | AUS  | Viertelfinale | letzte 16     |           |      |
| GER     | Pro Tour              | 1999 | Linz/Wels      | AUT  | Gold          | Viertelfinale |           |      |
| GER     | Pro Tour              | 1999 | Bremen         | GER  | Viertelfinale | letzte 16     |           |      |
| GER     | Pro Tour              | 1999 | Guilin         | CHN  | Silber        | letzte 16     |           |      |
| GER     | Pro Tour              | 1999 | Rio de Janeiro | BRA  | Silber        | Viertelfinale |           |      |
| GER     | Pro Tour              | 1999 | Hopton-on-Sea  | ENG  | letzte 32     | Silber        |           |      |
| GER     | Pro Tour              | 1999 | Doha           | QAT  | Halbfinale    | Halbfinale    |           |      |
| GER     | Pro Tour              | 1998 | Sundsvall      | SWE  | Gold          | Viertelfinale |           |      |
| GER     | Pro Tour              | 1998 | Belgrad        | YUG  | letzte 16     | letzte 16     |           |      |
| GER     | Pro Tour              | 1998 | Courmayeur     | ITA  | Silber        | Rd 1          |           |      |
| GER     | Pro Tour Grand Finals | 1999 | Sydney         | AUS  | Halbfinale    |               |           |      |
| GER     | Pro Tour Grand Finals | 1998 | Paris          | FRA  | letzte 16     |               |           |      |
| GER     | Weltmeisterschaft     | 2000 | Kuala Lumpur   | MAS  |               |               |           | 5-8  |
| GER     | Weltmeisterschaft     | 1999 | Eindhoven      | NED  | letzte 128    | letzte 16     | letzte 32 |      |